# Waldhausen (Buchen)
Waldhausen ist ein Stadtteil von Buchen (Odenwald) im Neckar-Odenwald-Kreis in Baden-Württemberg.

## Geographische Lage

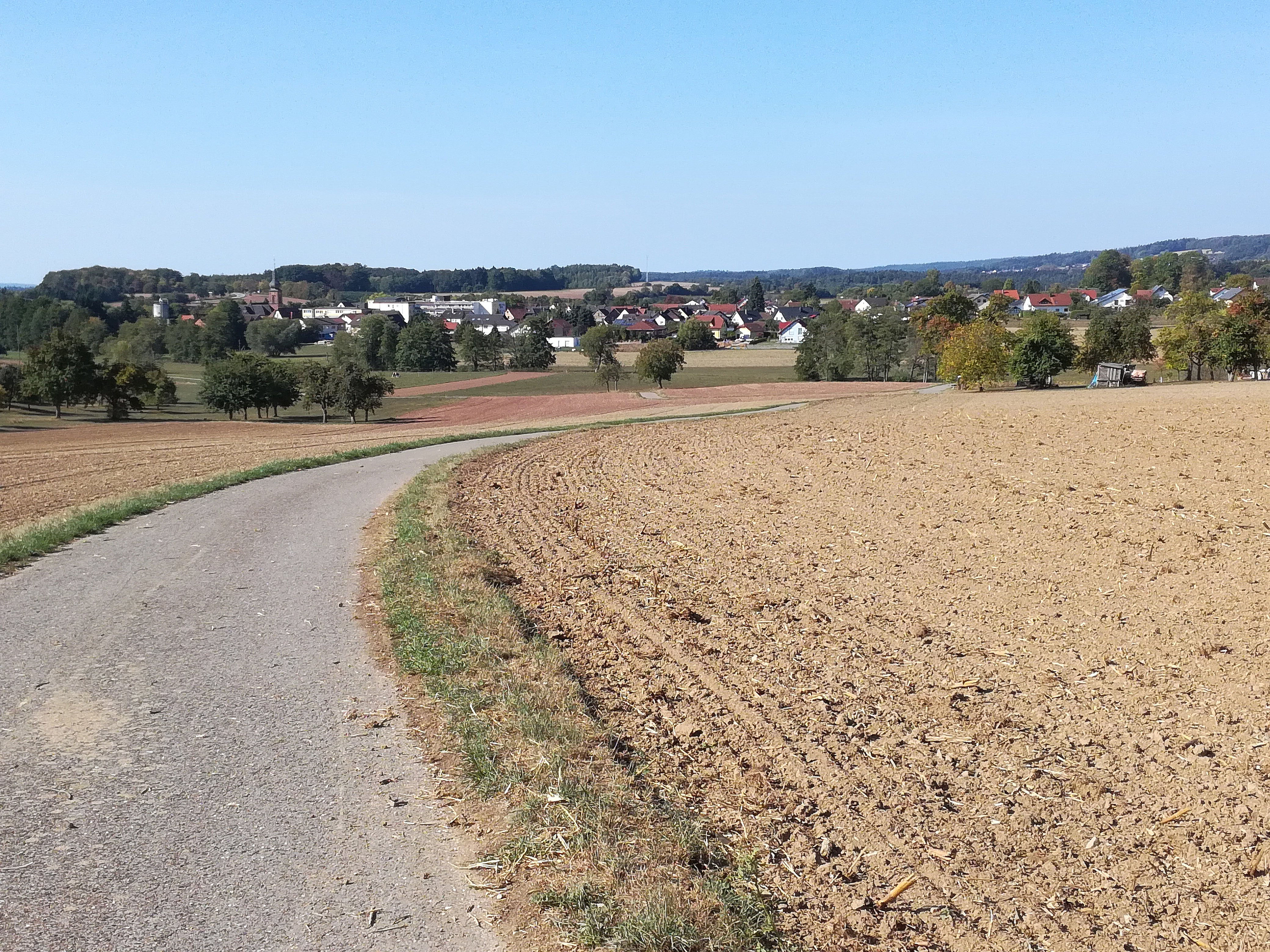
Blick auf Waldhausen

Waldhausen liegt an der südöstlichen Grenze des Odenwaldes direkt an der B27 zwischen Mosbach und Buchen (Odenwald). Wenige Kilometer hinter Waldhausen, Richtung Bödigheim, ist die Grenze vom Odenwald ins benachbarte Bauland. Hier geht der Boden vom Buntsandstein (Odenwald) in Muschelkalk (Bauland) über.
Umgeben wird Waldhausen vom Klingenwald im Süden und dem Grauen Forst im Norden. Zudem grenzt Waldhausen an die benachbarten Gemeinden Limbach (Baden) und Seckach.
Zum Stadtteil Waldhausen gehört auch das Gehöft Glashof, welches für seine Stuten und die Stutenmilch der Zollmann Stutenmilch GmbH mit Sitz in Mülben, bekannt ist.

## Geschichte
Im Jahre 1306 erscheint der Ort erstmals als „Husen“. Im Testament Weiprecht Rüdt (Rude) des Älteren von Bödigheim und im angeschlossenen Teilungsvertrag seiner vier Söhne wird die Familie im Besitz von Gütern in Husen erwähnt.
1395 hatte das Kloster Amorbach in Waldhausen („Husen“) Besitz. In dieser Zeit gehörte auch die Hälfte des Gerichts über das Dorf dem Kloster Amorbach, das auch den großen und kleinen Zehnten besaß. Im Jahre 1485 werden die Rüdt von Collenberg mit Sitz in der Nachbargemeinde Bödigheim, Dorfherren in Waldhausen. Im 17. Jahrhundert hatte auch Kurmainz hier Eigentums- und Hoheitsrechte.

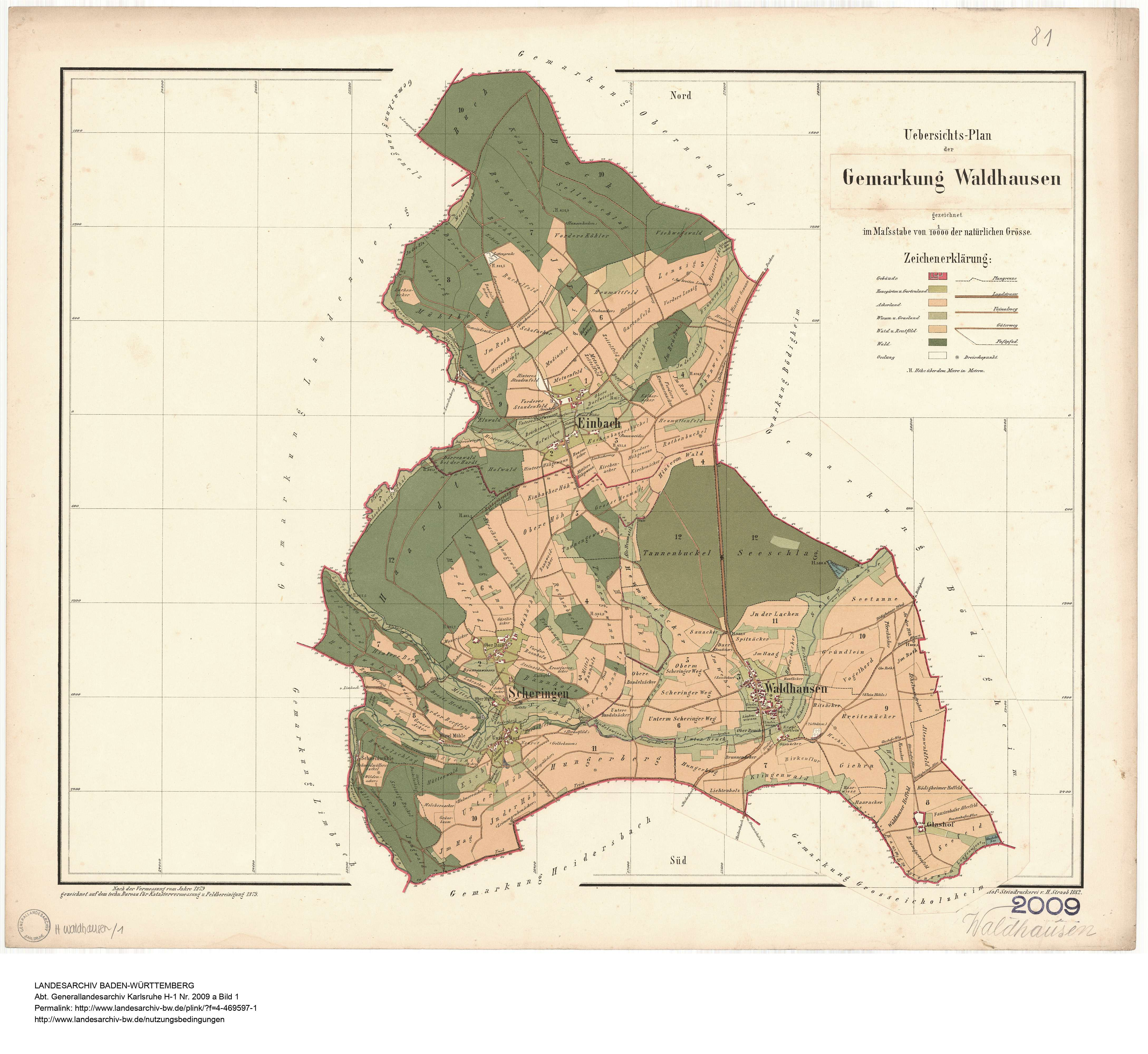
Gemarkungsübersichtsplan Waldhausen von 1879

Während der napoleonischen Zeit kam Waldhausen durch den Reichsdeputationshauptschluss und die darauf folgende Säkularisation der geistlichen Territorien und Grundherrschaften (Auflösung der Kurpfalz, Kurmainz) 1803 an das Fürstentum Leiningen (Residenz in Amorbach), 1806 dann zum Großherzogtum Baden.
1935–1945 war Einbach nach Waldhausen eingemeindet.
Zum 31. Dezember 1973 wurde Waldhausen nach Buchen eingemeindet.
Im Jahre 2006 feierte Waldhausen seine 700-Jahr-Feier (ersturkundliche Erwähnung 1306) mit einem großen Dorffest.

## Wappenbeschreibung
In gespaltenem und halb geteiltem Schild links oben eine goldene Krone auf rotem Grund, darunter in Blau eine silberne Lilie, rechts ein silberner Rüdenrumpf mit schwarzem Stachelhalsband auf rotem Grund. - Krone und Lilie erinnern an das Kloster Amorbach, der Rüdenrumpf an die Freiherren Rüdt von Collenberg.

## Religionen

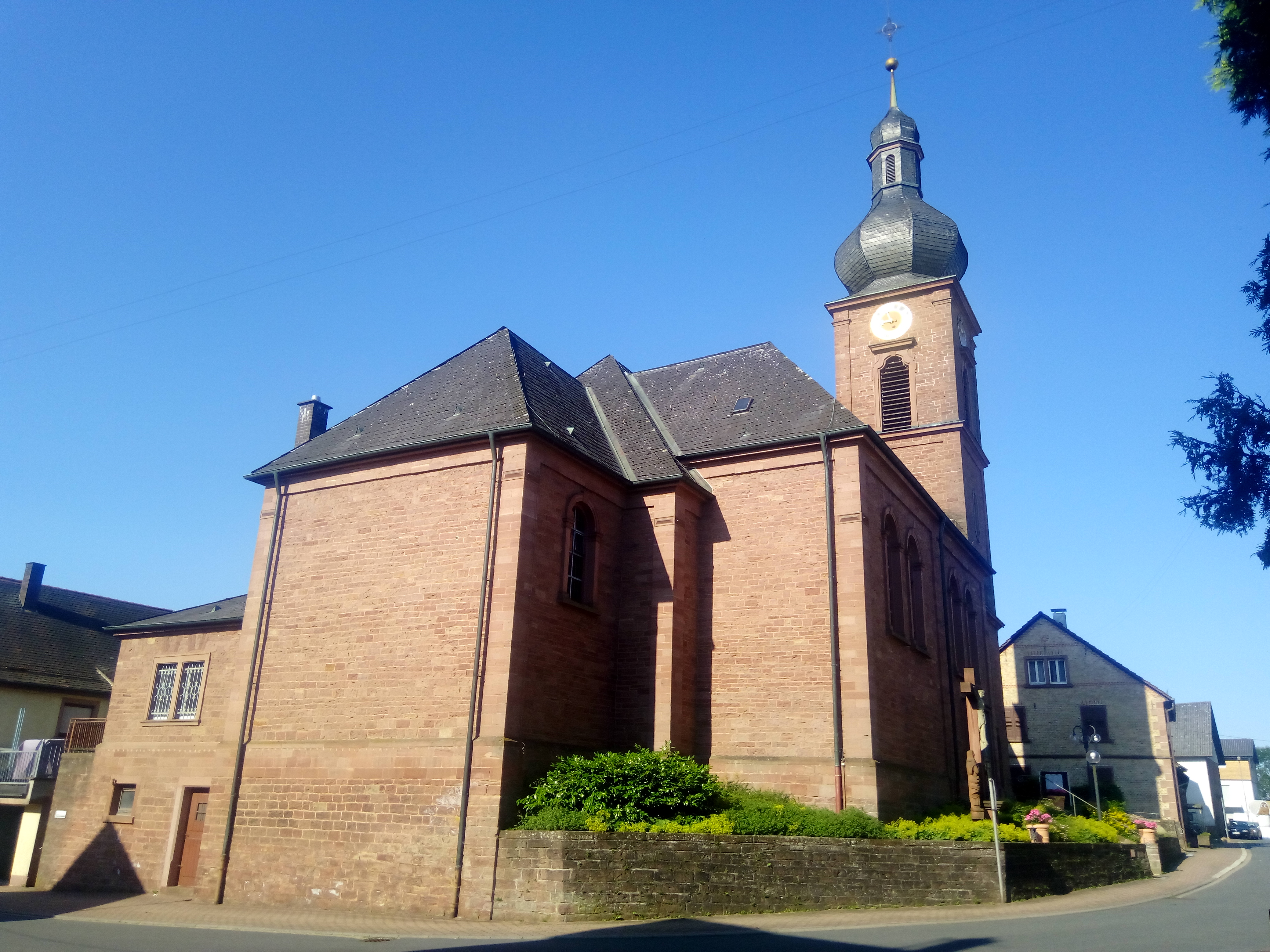
St. Michael Waldhausen

Kirchlich war Waldhausen Filialort von Bödigheim, bis der Ort 1330 zur eigenen Pfarrei erhoben wurde, die jetzige Pfarrkirche St. Michael wurde 1902 bis 1904 im neubarocken Stil errichtet und gilt als eine der schönsten Landkirchen des südöstlichen Odenwalds.

## Vereine
In Waldhausen bestehen unter anderem die folgenden Vereine:
- Sportverein Rot-Weiß Waldhausen (Fußball, Volleyball (Freizeit), Aerobic, Alte-Herren Gymnastik, Montagsturnerinnen, World-Jumping, Pilates)
- Gesangverein Liederkranz Waldhausen
- FG Klingemänner Waldhausen
- Freiwillige Feuerwehr Waldhausen

Weitere Vereine/Freizeitgruppen sind die DLRG-Ortsgruppe, der Heimatverein, die Motorradfreunde, die Skifreunde, der HPC sowie der BVC.

## Besonderes
- Das Caritas-Alten- und Pflegeheim St. Josef in Waldhausen ist eine der ältesten und mit über 120 Pflegeplätzen eine der größten Pflegeeinrichtungen im Neckar-Odenwald-Kreis. Zugleich ist es ein beachtlicher Arbeitgeber in dieser Region.
- In Waldhausen gibt es eine der letzten noch regelmäßig genutzten Ortsrufanlagen in Deutschland. Im Februar 2022 hat sich Waldhausen zusammen mit den Gemeinden Hügelheim, Kappelrodeck und Reichenbuch zusammengetan um eine Bewerbung zur Aufnahme des Ortsrufes in das immaterielle Kulturerbe der UNESCO abzugeben.
- Seit weit über 30 Jahren gibt es, zentral in der Ortsmitte gelegen, den Kindergarten St. Michael. Hier kommen Kinder aus Waldhausen, Einbach, Scheringen, Heidersbach und Laudenberg zusammen.